# Samuel S. Ellsworth

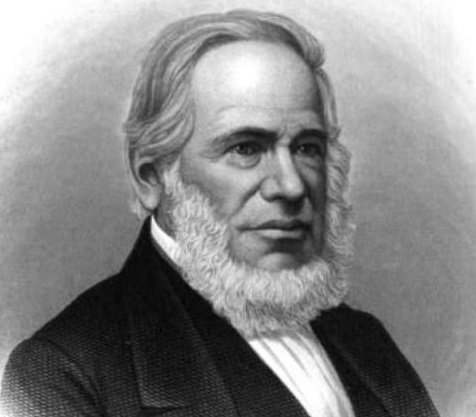
Samuel S. Ellsworth

Samuel Stewart Ellsworth (* 13. Oktober 1790 in Pownal, Vermont; † 4. Juni 1863 in Penn Yan, New York) war ein US-amerikanischer Jurist und Politiker. Zwischen 1845 und 1847 vertrat er den Bundesstaat New York im US-Repräsentantenhaus.

## Werdegang
Samuel Stewart Ellsworth wurde ungefähr sieben Jahre nach dem Ende des Unabhängigkeitskrieges im Bennington County geboren. Er besuchte Gemeinschaftsschulen. 1819 zog er nach Penn Yan, wo er kaufmännischen Geschäften nachging. Zwischen 1824 und 1828 war er Supervisor in Milo im Yates County und zwischen 1824 und 1829 Richter im Yates County. Er saß 1840 in der New York State Assembly.
Politisch gehörte er der Demokratischen Partei an. Bei den Kongresswahlen des Jahres 1844 für den 29. Kongress wurde Ellsworth im 26. Wahlbezirk von New York in das US-Repräsentantenhaus in Washington, D.C. gewählt, wo er am 4. März 1845 die Nachfolge von Amasa Dana antrat. Er schied nach dem 3. März 1847 aus dem Kongress aus. Seine Kongresszeit war vom Mexikanisch-Amerikanischen Krieg überschattet.
Er verstarb während des Bürgerkrieges in Penn Yan. Sein Leichnam wurde dann auf dem Lake View Cemetery bestattet.